# بیتی (اورگن)
بیتی (به انگلیسی: Beatty) یک منطقهٔ مسکونی در ایالات متحده آمریکا است که در شهرستان کلاماث، اورگن واقع شده‌است. بیتی ۱٬۳۲۷٫۱۲ متر بالاتر از سطح دریا واقع شده‌است.